# Mary Osborne
Mary Osborne (Minot (Dakota del Nord), 17 de juliol de 1921 - Bakersfield, Califòrnia, 4 de març de 1992), va ser una guitarrista de jazz, cantant i fabricant de guitarres estatunidenca. Va ser la primera dona a tocar la guitarra professionalment i ha tingut un impacte significatiu en el jazz dels anys 1940-1950. Per a molts aficionats el seu estil de swing inventiu i apassionat la va convertir en una de les primeres arquitectes del rhythm and blues i el rock and roll.
Veritable pionera, als anys 40 i 50 va destacar en nombroses big bands i petits combos i va treballar amb músics de la talla de Mary Lou Williams, Coleman Hawkins, Beryl Booker, Ben Webster, Dizzy Gillespie, Art Tatum, Billie Holiday, Lester Young, i va enregistrar dirigint grups propis amb les discogràfiques Signature Sound, Aladdin, Decca Records i Coral Labels. Tot i ser reconeguda per la crítica i pels músics amb qui va treballar, va tenir una carrera professional obstruïda per barreres de gènere.

## Biografia
Nascuda amb el nom de Mary Estella Orsborn a Minot, Dakota del Nord, era la desena d'onze fills d'una família amb inclinacions musicals. La seva mare tocava la guitarra i el seu pare el violí, tot i que el seu negoci era una barberia, que era el lloc de trobada dels músics locals. Aquest ambient li va proporcionar una educació musical eclèctica. Animada pels seus pares, a l'edat de quatre anys estava aprenent a cantar, a ballar claqué i a tocar tota mena d'instruments.
Tocava l'ukelele des dels quatre anys, va agafar el violí com a instrument a l'escola, que als nou anys canviaria per la guitarra. Un any més tard es va afegir amb el banjo a la banda de música ragtime i country del seu pare. Des dels 11 anys fins als 14 tocava dos cops per setmana en directe per a la ràdio KLPM a Minot. Quan tenia 12 anys tocava en un trio format per noies a Bismarck, Dakota del Nord, que es movien pel terreny de la música Hillbilly, cançons populars, i algunes peces clàssiques senzilles. Als 15 anys va formar part del trio de la pianista Winifred McDonnell com a cantant, guitarrista i contrabaixista.
Dos anys més tard, va decidir que volia tocar jazz igual que un altre músic que havia sentit en un concert, Charlie Christian, i va seguir amb l'innovador estil melòdic del conegut guitarrista. El trio de McDonnell va ser absorbit per la big band de Buddy Rogers, amb qui Osborne va anar cap a Nova York. Un cop a la gran ciutat, treballava per a la ràdio, a estudis de gravació, a 52nd Street... i el 1941 va tocar amb el violinista de jazz Joe Venuti. L'any 1942, mentre vivia a Chicago, va gravar amb Stuff Smith. Va tocar en un concert amb Coleman Hawkins i Art Tatum a Filadèlfia al 1945 i va gravar en directe en un concert a Nova Orleans el gener de 1945. A Nova York, va gravar amb Mary Lou Williams, i l'any 1946 amb Coleman Hawkins, el trompetista Mercer Ellington i la pianista Beryl Booker, mentre que formava el seu propi trio per tocar al jazz club Kelly's Stables de Manhattan.
De 1952 a 1962 va actuar amb el quartet d'Elliot Lawrence per al programa de ràdio de Jack Sterling per a la CBS, va gravar amb el trombonista Tyree Gleen (1957-58) i altre cop com a solista (1959). Segons consta, la podem veure tocant una versió excel·lent del tema The Man I Love al costat de Billie Holiday en un programa televisiu.
Osborne es va establir l'any 1968 a Bakersfield, a Califòrnia, on va dirigir amb el seu marit, Ralph Scaffidi, l'Osborne Guitar Company, mentre ensenyava música i tocava a sales de Los Angeles. A principis del 1970 va tocar als festivals de Newport i Concord, al 1981 al Kool Jazz Festival de Nova York, més tard, al 1989 i al 1990, al Classic Jazz Festival de Los Angeles, a Playboy Jazz Marathon, i al 1991 a l'Airport Hilton. El 1990 va tornar a Nova York per tocar al Village Vanguard.

## Selecció discogràfica

### Com a solista
- 1946: The one I love belongs to someone else / Mary's Guitar Boogie (Signature, 15077)
- 1959: A Girl and Her Guitar (Warwick)
- 1977: Now's the time (Halcyon)
- 1981: Now and then (Stash Records)

### Com a acompanyant
- 1946: Coleman Hawkins: Spotlite (Vic. 40-0131)
- 1946: Low Flame / Allen's Alley (Vic. 40-0133)
- 1946: B. Booker: Low Ceiling (Vic. 40-0147)
- 1977: M. McPartland: Now's the Time (Hal. 115)